# Пікінерні полки
Пікіне́рні полки́ (від рос. піка — спис) — легка кіннота Російської імперії утворена опісля реорганізації війська південної Гетьманщини — полтавського та миргородського полків — та частини Війська Запорозького за участі балканських пандурських рекрутів, що існувала з 1764 по 1783 рік. Частини та підрозділи (полки та роти) були також адміністративно-територіальними одиницями.

## Створення
Усі нижні чини було набрано з християн українського віросповідання. Першим очільником та організатором пікінерії був М. Адабаш. Протягом 1764-го року з козаків анексованих територій та воєнізованих частин (пандурів) поселенців Слов'яносербії і Нової Сербії було сформовано:
- Донецький пікінерний полк (з 1776-го Катеринославський);
- Дніпровський пікінерний полк;
- Єлисаветградський пікінерний полк;
- Луганський пікінерний полк.

Кожен полк адміністративно складався з 20 рот, чверть яких складали фузілери, й у випадку воєнних дій мав виставити 8 ескадронів у повному озброєнні та спорядженні. На озброєнні перебували карабіни, шаблі, пістоль, піки (копиї). У піхоти кортик та фузія без багнета.

## Реформа 1776

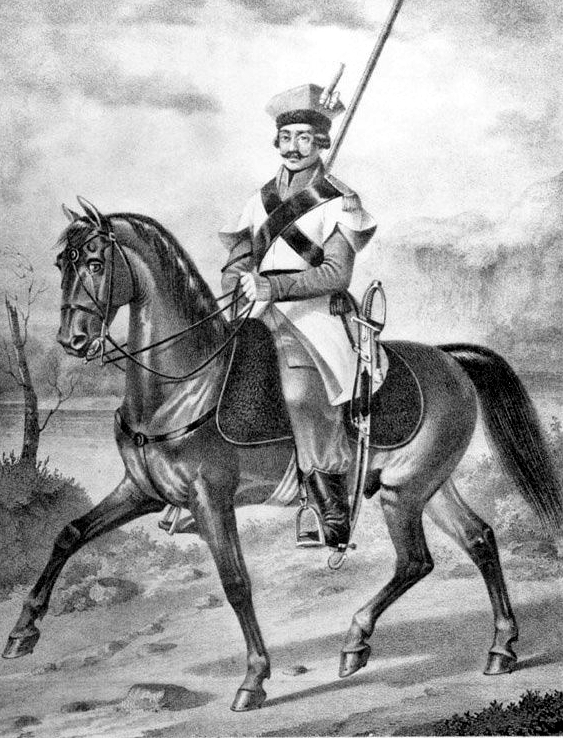
Рядовий пікінерного полку

1776 року після ліквідації Полтавського полку та Запорозької Січі до пікінерії додалися Полтавський і Херсонський пікінерний полк. Формування отримали власні герби для штандартів.
Того ж року була затверджена нова, на кшталт козацької, уніформа пікінерів:
- Верхній кунтуш білого сукна з коміром полкового кольору;
- Нижній напівкафтан полкового кольору;
- Кольорові шаровари, пас, низькі чорні чоботи та чотирикутна шапка кольорового сукна, з чорною смужкою.

Полкові кольори:
- Донецький — блакитний
- Дніпровський — зелений
- Єлисаветградський — малиновий
- Луганський — жовтий
- Полтавський — помаранчевий
- Херсонський — чорний

За новим штатом полки складалися з 6-ти ескадронів.

## Реформа 1783
У 1783 році, через анексію Кримського ханату і відсутності у подальшій потребі буферу, пікінерські полки було перетворено на три регулярні легкокінні:
- Маріупольський легкокінний полк (з Полтавського та Луганського);
- Павлоградський легкокінний полк[ru] (з Дніпровського та Катеринославського);
- Єлисаветградский легкокінний полк (з Херсонського та Єлисаветградського).